# Евлогий (Георгиев)
Митрополи́т Евло́гий (в миру Спиридон Попантонов Георгиев; 3 марта 1890, Враца — 5 апреля 1947, Сливен) — епископ Болгарской Православной Церкви, митрополит Сливенский.

## Биография
Родился 3 марта 1890 года в семье священника. Закончил прогимназию в родном городе.
В сентябре 1903 года поступил в Софийскую духовную семинарию, которую окончил в 1909 году.
С 1 октября 1909 по 1 октября 1911 года сотрудник канцелярии Синода Болгарского Экзархата в Софии.
В 1911—1916 годы учился на богословском факультете Черновицкого университета (Австро-Венгрия).
Во время Первой мировой войны был вынужден прервать обучение и с 19 сентября 1914 по 31 августа 1915 года преподавал в священническом училище при Бачковском монастыре.
28 октября 1916 года в храме святителя Николая в Софии принял монашеский постриг с именем Евлогий, на следующий день рукоположён в иеродиакона.
С 13 сентября 1916 по 31 августа 1917 года преподавал в Пловдивской духовной семинарии.
С 11 сентября по 31 декабря 1917 года служил проповедником во Врачанской епархии, с 1 января 1918 года — секретарь митрополита Врачанского Климента (Шивачева).
9 августа 1919 года рукоположён в сан иеромонаха, 16 августа назначен протосинкеллом Врачанской епархии, пребывал в данной должности до 14 сентября 1930 года.
12 марта 1921 года возведён в сан архимандрита.
С 15 сентября 1930 по 14 августа 1936 года — ректор Пловдивской духовной семинарии.
13 декабря 1931 года в Александро-Невском соборе Софии хиротонисан во епископа с титулом «Смолянский».
С 16 августа 1936 по 31 августа 1938 года — ректор Софийской духовной семинарии.
С 1 сентября 1938 года — главный секретарь Синода Бобларской православной церкви. С 1 января 1939 года — викарий митрополита Сливенского Илариона (Арабаджиева).
18 июня 1939 года избран, 25 июня канонически утверждён, 15 июля настолован на Сливенскую кафедру.
Скончался 5 апреля 1947 года в Сливене.

## Публикации
- «И на земли мир…» , Сливен, 1941 г.;
- «Рождество Христово», (реч на празника), Сливен, 06.01.1942 г.;
- Програма за църковно-енорийската дейност и живо пастирство, Сливен, 1942 г.;